# 콘라트 페르디난트 마이어

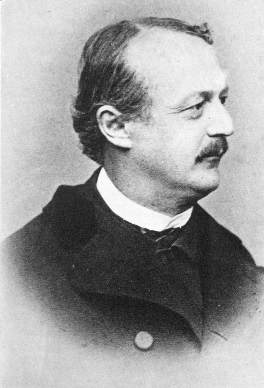

콘라트 페르디난트 마이어(Conard Ferdinand Meyer, 1825년 10월 11일 ~ 1898년 11월 28일)는 스위스 시인·소설가이다.
취리히의 명문에 태어났다. 법률가를 지망하였으나 선천적으로 섬세한 신경과 과잉된 자의식 때문에 주위 환경에 대한 괴로운 갈등을 계속하여 40대 중반까지 거의 무위로 소일하였다. 그러나 비스마르크에 의한 보불전쟁의 승리에 자극받아 집필된 <후텐의 최후>(1878)를 계기로 하여, 60대 중반 재차 신경증으로 침묵할 때까지 20년 동안에 수다한 작품을 남겼다. 대부분은 '틀에 박힌 소설' 형식의 역사소설로서 이탈리아 르네상스기(期)나 종교전쟁을 소재로 하고 있다. 또 형상시(形象詩)의 선구라고도 할 서정시를 중심으로 한 <시집>(1882)에서는 투명한 어구로 사랑과 죽음을 애처롭고도 아름답게 노래하여 후일 릴케의 작품세계를 느끼게 한다.